# خلايا فاتكة طبيعية رحمية
الخلايا الفاتكة الطبيعية الرحمية تشكل نحو 70% من الخلايا اللمفاوية للأم في أثناء الحمل، وتحتل كلا من الغشاء الساقط القاعدي لبطانة الرحم في موقع الانغراس والتجمع اللمفاوي في مسراق الرحم الحملي الذي يحيط بالأوعية الدموية التي تغذي المشيمة. تبلغ هذه النسبة ذروتها في بداية الحمل ولكنها تنخفض عند الولادة.

## الأصل
لدى البشر، يكون عدد الخلايا الفاتكة الطبيعية الرحمية منخفضًا خلال الطور التكاثري من الدورة الشهرية. يزداد العدد بعد الإباضة عن طريق هجرة الخلايا الفاتكة الطبيعية الدورانية، بالإضافة إلى تمايز الخلايا الجذعية المكونة للدم. يستمر تجمع الخلايا الفاتكة الطبيعية في أنسجة الرحم فقط في حالة حدوث الحمل.

### أصل الخلايا الفاتكة الطبيعية الرحمية أثناء الحمل
استنادًا إلى الدراسات التي أجريت على نماذج الفئران، يُعتقد أن كل من الخلايا الفاتكة الطبيعية الموجودة في الأنسجة والمنتشرة في الدوران تساهم في تجمع الخلايا الفاتكة الطبيعية الرحمية في أثناء الحمل. اقتُرح أن نشوء الخلايا الفاتكة الطبيعية الرحمية يحدث على مرحلتين تعتمدان على مرحلة إعادة تشكيل أنسجة الرحم. في بداية عملية تشكل الغشاء الساقط، يحدث تكاثر موضعي للخلايا الفاتكة الطبيعية الموجودة في الأنسجة مع مشاركة قليلة من الخلايا الفاتكة الطبيعية الدورانية. أثناء تكوين المشيمة، تُستخدم الخلايا الفاتكة الطبيعية الدورانية. 

## الوظائف
تلعب الخلايا الفاتكة الطبيعية الرحمية دورًا مهمًا في أثناء الحمل لدى كل من البشر والفئران. مع ذلك، على عكس الخلايا الفاتكة الطبيعية، لا تلعب الخلايا الفاتكة الطبيعية الرحمية دورًا أساسيًا في المناعة الفطرية، فهي لا تملك تأُثيرًا سامًا للخلايا. طوال فترة الحمل، تحدث تكيفات في الرحم للسماح بنمو الجنين. أظهرت الدراسات المجراة على الفئران أن الخلايا الفاتكة الطبيعية الرحمية تملك دور رئيسي في عملية إعادة التشكيل. أثناء إعادة التشكيل، تخضع الشرايين الحلزونية لتغييرات بنيوية للسماح بمرور المغذيات الكافية لتزويد الجنين النامي. في الفئران، وجد أيضًا أن الخلايا الفاتكة الطبيعية الرحمية تنتج عوامل تعزز النمو، وهي هامة في النمو المبكر قبل أن تتشكل المشيمة بالكامل.

## التوضع
تتراكم الخلايا الفاتكة الطبيعية الرحمية في أثناء الحمل، ويُعتقد أن هذا الأمر ناتج عن عملية ذات طورين، بدءًا من تكاثر الخلايا الفاتكة الطبيعية المقيمة في الأنسجة في الغشاء الساقط القاعدي، مع أدنى حد من المساهمة في هذا التجمع من قبل الخلايا الفاتكة الطبيعية المنتشرة في الدورة الدموية. في وقت لاحق من عملية تكون المشيمة، تُستخدم الخلايا الفاتكة الطبيعية الدورانية للمساعدة في إعادة تشكيل الأوعية الدموية. تنجذب هذه الخلايا إلى الرحم في أثناء الحمل بشكل مستقل عن مستقبلات الكيموكين سي سي آر-2 وسي سي آر-5 رغم أهميتها في توظيف الاستجابات الالتهابية الأخرى، ولم يتم بعد فهم الآلية الدقيقة لتوجيهها.

## دورها في المرض
تفرز الخلايا الفاتكة الطبيعية الرحمية سيتوكينات معززة تغزو الأرومة المغذية (إنترلوكين 8 وآي بّي-10) وعوامل مختلفة لتوليد الأوعية الدموية المطلوبة لإعادة تشكيل الشرايين الحلزونية للأم من أجل تأمين التروية الكافية للمشيمة في وقت لاحق من الحمل. قد يؤدي عدم حدوث ذلك إلى الإجهاض أو حالة ما قبل الإرجاج.